# 裂合酶
裂合酶（英語：lyase）是一種催化分解不同化學鍵的酶，但不包括水解及氧化反應，過程中通常會形成一個新的雙鍵或一個新的環狀結構。舉例來說，若一種酶能催化以下的反應就是裂合酶：
{\displaystyle {\mbox{ATP}}\rightarrow {\mbox{cAMP}}+{\mbox{PP}}_{\mbox{i}}}
裂合酶與其他酶不同的是它只需要一個底物就能催化反應，或在逆向反應中需要兩個底物。

## 命名
裂合酶是以「（底物 / 底物團）裂合酶」這種格式來命名。普遍的名稱包括脫羧酶、脫水酶、醛縮酶及其他。當逆向反應較重要時，會使用合酶的名稱。

## 分類
裂合酶在EC編號中分類為EC4，並再細分為7個子類：
- EC4.1包括分解C-C鍵的裂合酶，如脫羧酶(EC 4.1.1), 醛縮酶(EC 4.1.2)
- EC4.2包括分解C-O鍵的裂合酶，如脫水酶（英语：Dehydratase）
- EC4.3包括分解C-N鍵的裂合酶
- EC4.4包括分解C-S鍵的裂合酶
- EC4.5包括分解碳鹵鍵的裂合酶
- EC4.6包括分解P-O鍵的裂合酶，如腺苷環化酶
- EC4.99包括其他裂合酶

## 內部連結
- EC編號
- 氧化還原酶
- 轉移酶
- 水解酶
- 異構酶
- 連接酶

## 外部連結
- 倫敦大學瑪莉皇后學院有關EC4的酶的介紹（页面存档备份，存于）